# Atrometus insignis
Atrometus insignis är en stekelart som beskrevs av Förster 1878. Atrometus insignis ingår i släktet Atrometus och familjen brokparasitsteklar. Inga underarter finns listade.